# Phalotris matogrossensis
Phalotris matogrossensis là một loài rắn trong họ Rắn nước. Loài này được Lema, D'Agostini & Cappelari mô tả khoa học đầu tiên năm 2005.